# Стародворцовский сельсовет
Стародворцовский сельсовет — упразднённое сельское поселение в Кочубеевском районе Ставропольского края Российской Федерации.
Административный центр — хутор Стародворцовский.

## История
Статус и границы сельского поселения установлены Законом Ставропольского края от 4 октября 2004 год № 88-КЗ «О наделении муниципальных образований Ставропольского края статусом городского, сельского поселения, городского округа, муниципального района».
С 16 марта 2020 года, в соответствии с Законом Ставропольского края от 31 января 2020 г. № 7-кз, все муниципальные образования Кочубеевского муниципального района были преобразованы путём их объединения в единое муниципальное образование Кочубеевский муниципальный округ.

## Население
| 1989  | 2002  | 2010  | 2011  | 2012  | 2013  | 2014  |
| ----- | ----- | ----- | ----- | ----- | ----- | ----- |
| 2286  | ↘2023 | ↘2021 | ↘2018 | ↘2005 | ↘1997 | ↘1938 |
| 2015  | 2016  | 2017  | 2018  | 2019  | 2020  |       |
| ↘1926 | ↘1925 | ↗1935 | ↘1915 | ↘1869 | ↘1835 |       |

### Национальный состав
По итогам переписи населения 2010 года проживали следующие национальности (национальности менее 1 %, см. в сноске к строке "Другие"):
| Национальность | Численность | Процент |
| -------------- | ----------- | ------- |
| Русские        | 1488        | 73,63   |
| Чеченцы        | 147         | 7,27    |
| Кумыки         | 105         | 5,20    |
| Армяне         | 56          | 2,77    |
| Карачаевцы     | 42          | 2,08    |
| Даргинцы       | 39          | 1,93    |
| Табасараны     | 27          | 1,34    |
| Украинцы       | 20          | 0,99    |
| Другие         | 97          | 4,80    |
| Итого          | 2021        | 100,00  |

## Состав сельского поселения
| № | Населённый пункт   | Тип населённого пункта        | Население |
| - | ------------------ | ----------------------------- | --------- |
| 1 | Барсуковский       | хутор                         | ↘300      |
| 2 | Дворцовское        | село                          | ↗600      |
| 3 | Новоекатериновская | станица                       | ↗500      |
| 4 | Стародворцовский   | хутор, административный центр | ↘600      |